# Thomas Godoj
Thomas Godoj (Rybnik, 6 marzo 1978) è un cantante tedesco di origine polacca.

## Carriera
Ha vinto nel maggio 2008 la quinta edizione del talent show Deutschland sucht den Superstar (DSDS). Nel 2009 è stato premiato con un premio Echo come "miglior esordiente tedesco". Il suo singolo di maggior successo è Love Is You (2008), tratto dal suo primo album.

## Discografia
Album
- Plan A! (2008)
- Richtung G (2009)
- So gewollt (2011)
- Männer sind so (2013)
- V (2014)
- Mundwerk (2016)
- 13 Pfeile (2018)
- Stoff (2020)
- Album des Jahres (2023)